# Manhattan West
Manhattan West è il progetto di un complesso situato vicino alla Pennsylvania Station.

## Caratteristiche
Consiste in vari edifici di cui 2 grattacieli per uffici, 2 residenziali un po' più bassi e la ristrutturazione di un altro edificio rinominato in Manhattan West 5. Nel 2017 sono stati completati Manhattan West Tower 3, residenziale con 844 appartamenti e alto 223 m e la ristrutturazione di Manhattan West 5; nel 2019 è stato completato Manhattan West Tower 1 per uffici e alto 303 m, mentre sono ancora in  costruzione il 2 e il 4.

### Edifici
- 1 Manhattan West
- 2 Manhattan West
- 3 Manhattan West
- 4 Manhattan West
- 5 Manhattan West

## Galleria d'immagini

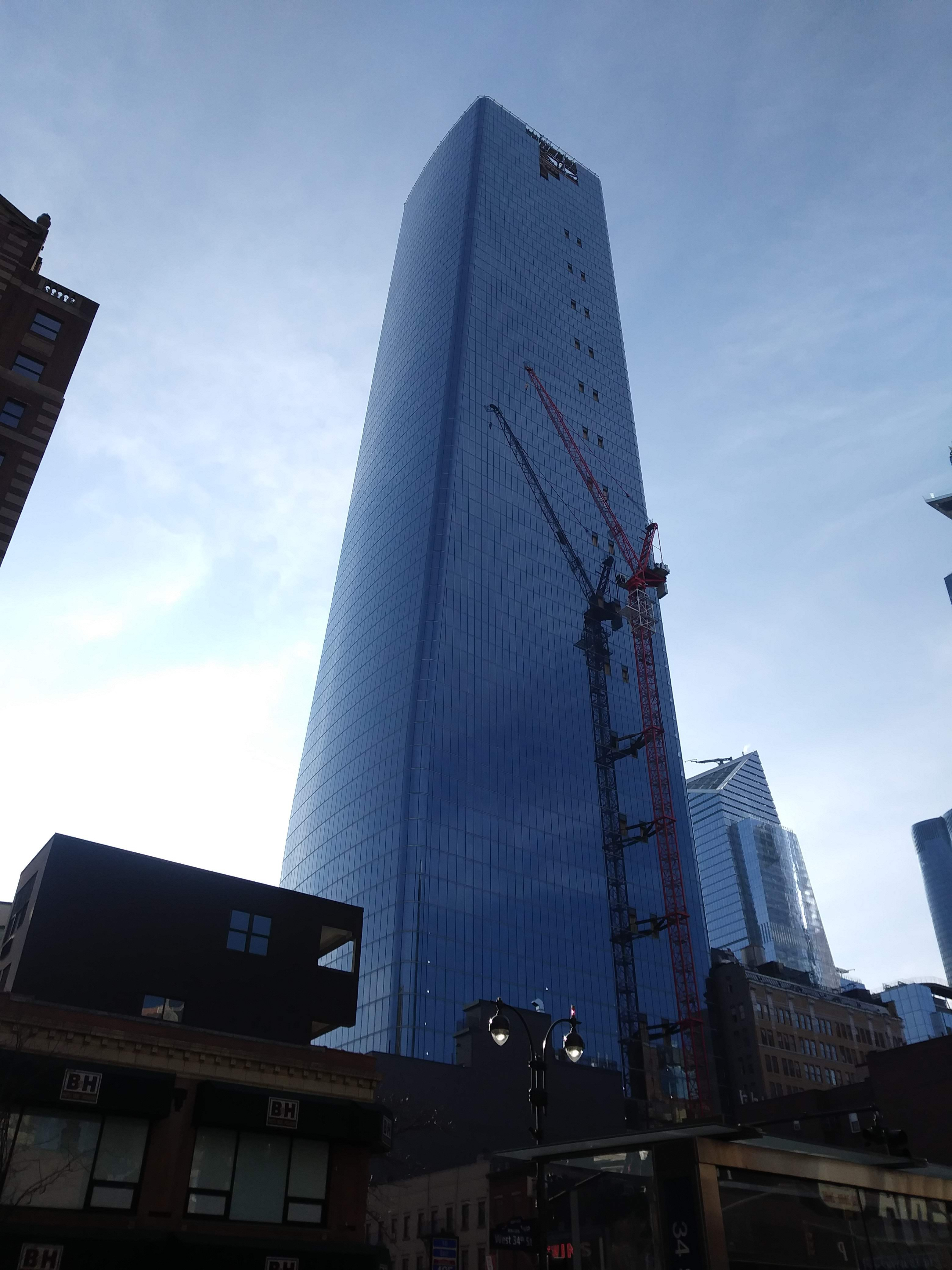
Manhattan West Tower 1 ormai quasi completata nel marzo 2019
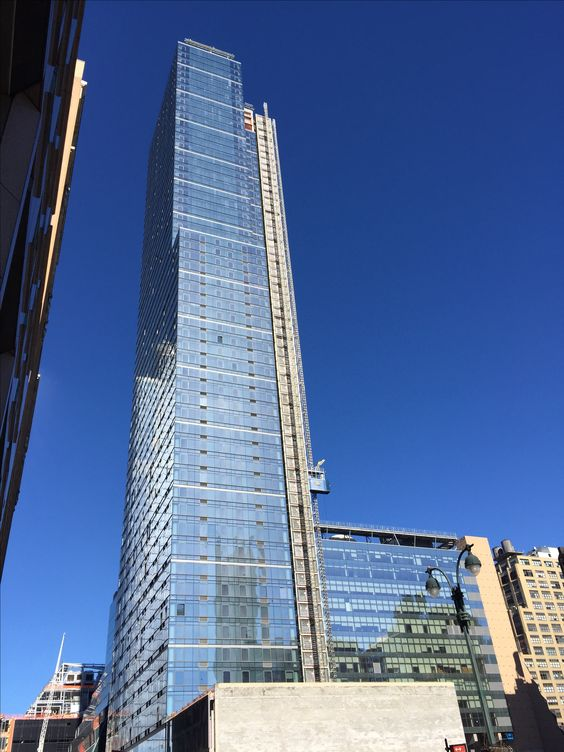
Manhattan West Tower 3
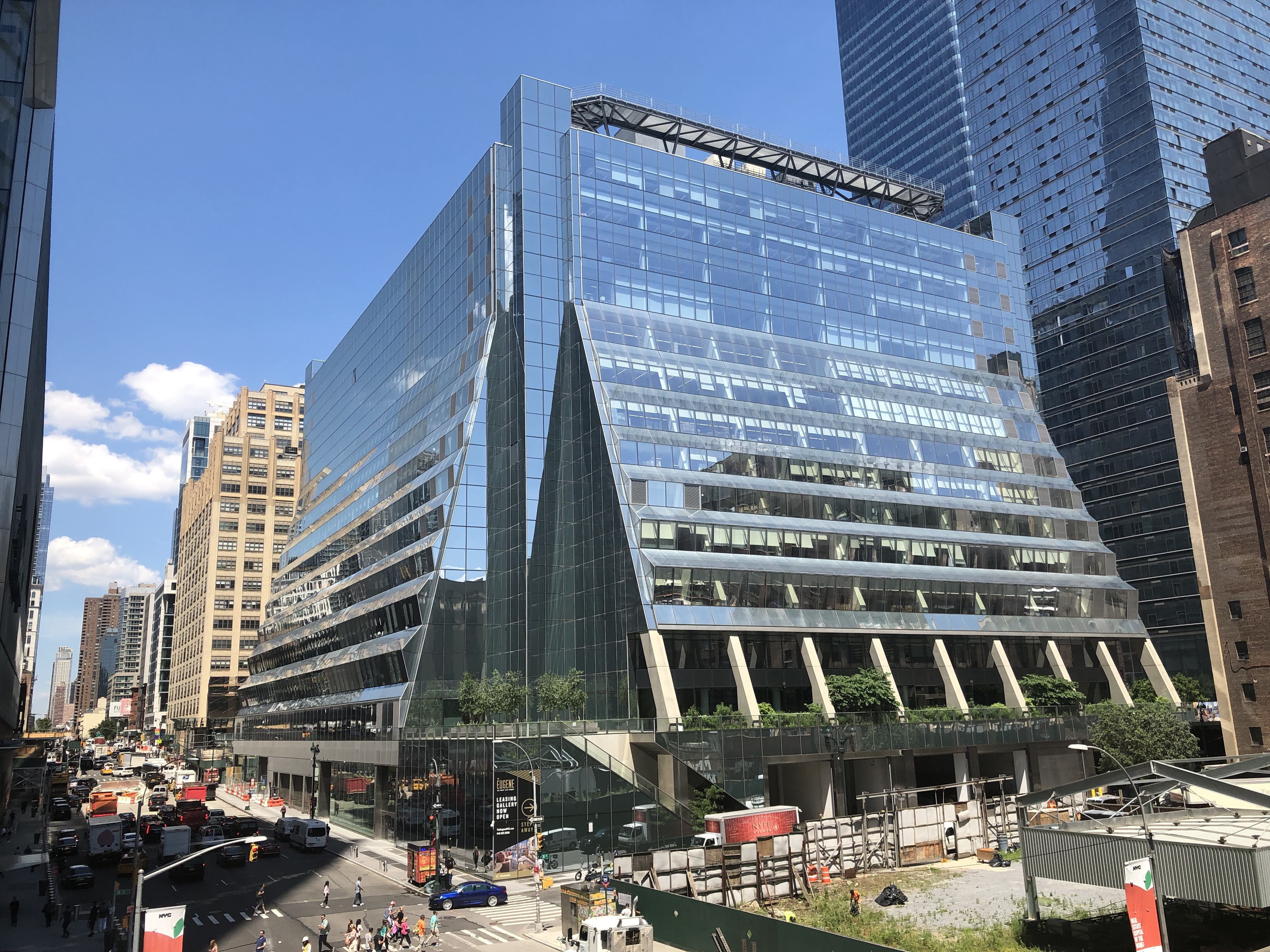
Manhattan West 5